# Рюсэй, Рё
Рё Рюсэй (яп. 竜星 涼 Рюсэй Рё, род. 24 марта 1993 года) — японский актёр. Наиболее известен по роли Дайго Кирью/Кёрю Красный в сериале «Отряд Электрозавров — Кёрюджеры» (2013—2014), в одноимённом сезоне сериала «Super Sentai». Также сыграл главные роли телесериалах « Философия любви» (2016), « Законные методы Конда Тэру» (2018) и в фильме «Перезагрузка после возвращения домой» (2020). Сотрудничает с японским агентством по поиску талантов Ken-On.

## Биография
Рё Рюсэй родился 24 марта 1993 года в Синдзё, Ямагата, Япония.

## Карьера
Летом 2009 года Рюсэй был замечен по пути в парикмахерскую на улице Такешита в Харадзюку, а официально присоединился к Ken-On в январе 2010 года. В апреле 2010 года он дебютировал в качестве актера, став учеником Цукико Мидзуно, сыгравшей персонажа Юри Уэно в дораме 素直になれなくて (Трудно быть честным) которая транслировалась на Fuji TV.